# Comac ARJ21
Comac ARJ21 Xiangfeng (čínsky 翔凤, v překladu létající Fénix) je čínský dvoumotorový úzkotrupý proudový regionální dopravní letoun vyráběný čínskou firmou Comac, na vývoji a výrobě křídel se podílela ukrajinská firma Antonov, na motorech americká firma General Electric a na elektronice Honeywell a Rockwell Collins. Konstrukce a vzhled připomíná a je inspirována letouny McDonell Douglas MD-80, MD-90, DC-9 a B717. Je konkurentem letadel Embraer E-Jet a Bombadier CRJ200, CRJ700. První toto letadlo převzala letecká společnost Chengdu Airlines až v roce 2016. Původně se předpokládalo, že se první kus dodá společnosti již v roce 2008, ale v roce 2008 teprve vzlétl první prototyp.
Letadlo stále nemá povolení k provozu v Evropě a Americe, pro něj bude nutné získat certifikát od Evropské agentury pro bezpečnost letectví (EASA) a Federálního úřadu pro letectví (FAA).
Společnosti převážně z Číny podaly už přes 300 objednávek na toto letadlo, k 30. červnu 2020 bylo dodáno 30 letadel. Mezi aktuální uživatele tohoto letadla patří společnosti Chengdu Airlines, Jiangxi Air, Genghis Khan Airlines, Air China, China Southern Airlines a OTT Airlines.

## Verze

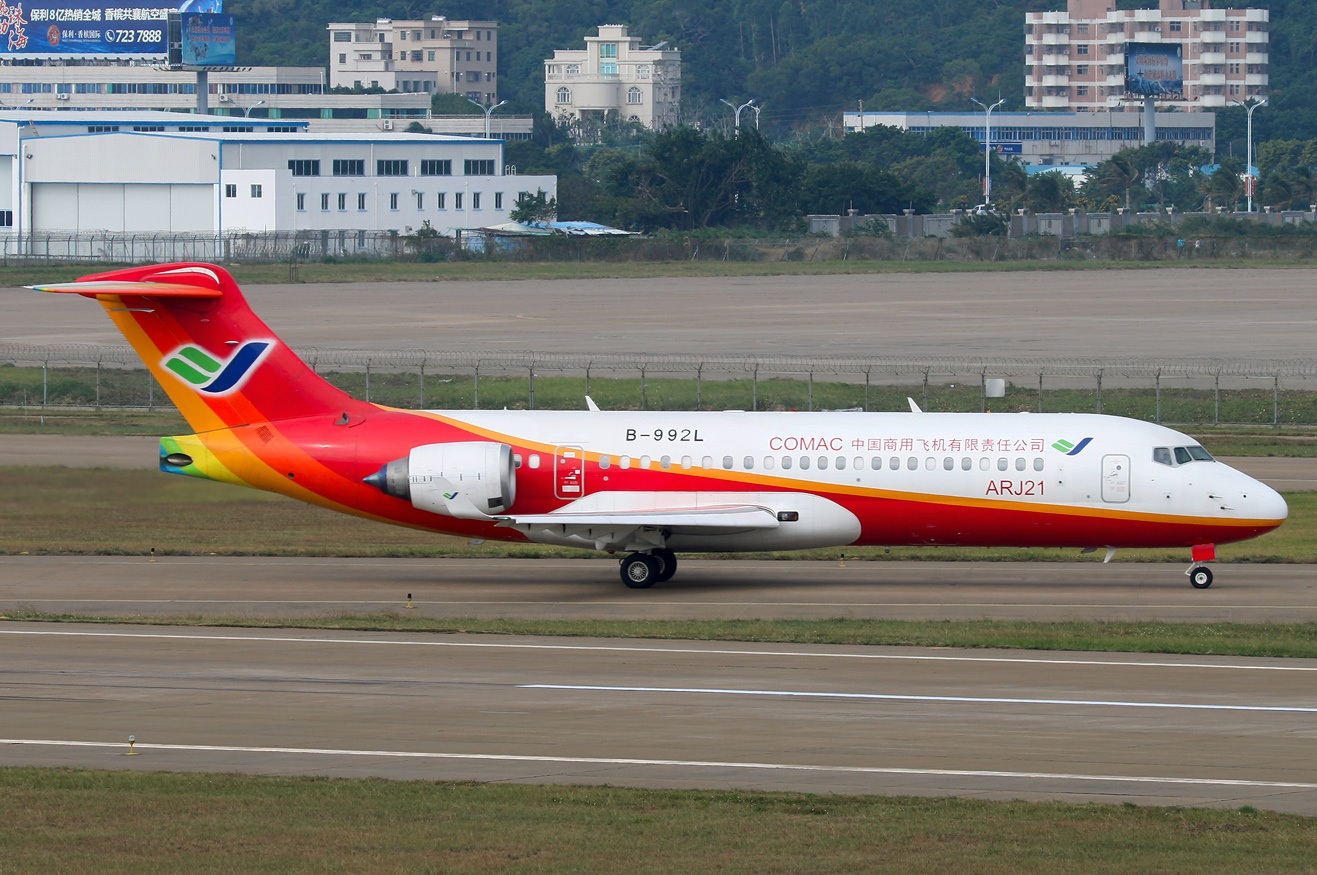
Comac ARJ21-700 ze strany při testování v roce 2012

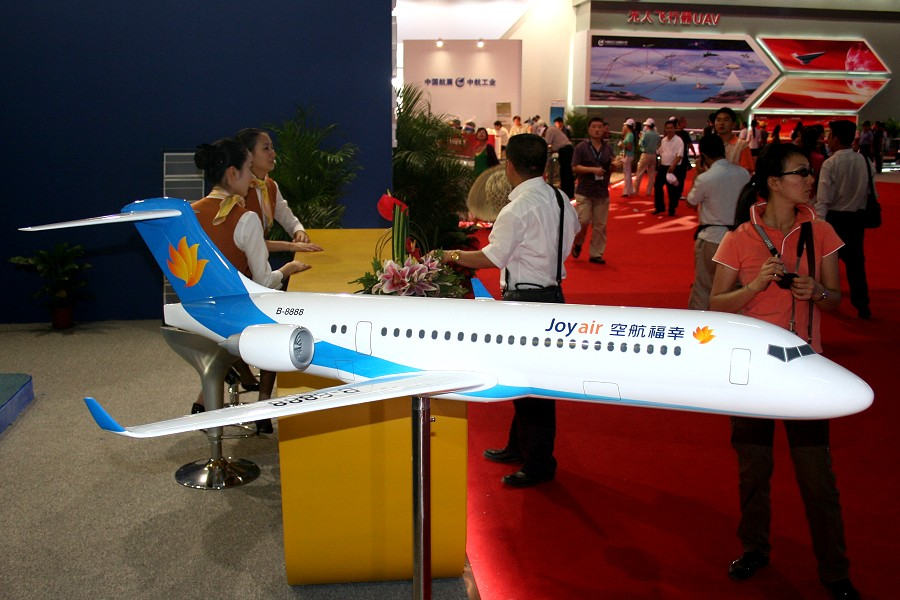
Model Comac ARJ21-700 v barvách Joy Air

### ARJ21-700
Tato verze je již v provozu, pojme 78 až 90 pasažérů, možnost verze ARJ21-700ER — tj. prodloužený dolet.

### ARJ21-900
Prodloužená verze ARJ21-700, pojme od 98 do 105 pasažérů, možnost verze ARJ21-900ER — tj. prodloužený dolet.

### ARJ21F
Nákladní verze letounu ARJ-21-700 s užitečným zatížením 10 150 kilo.

### ARJ21B
Business jet verze letounu ARJ-21-700, v normálním uspořádání 20 míst.

## Specifikace
|                                  | ARJ21-700                                  | ARJ21-900                                    |
| -------------------------------- | ------------------------------------------ | -------------------------------------------- |
| Piloti                           | 2                                          | 2                                            |
| Počet míst k sezení              | 90 (1 třída) 78 (2 třídy)                  | 105 (1 třída) 98 (2 třídy)                   |
| Délka                            | 33,46 m                                    | 36,35 m                                      |
| Rozpětí křídel                   | 27,28 m                                    | 27,28 m                                      |
| Výška                            | 8,44 m                                     | 8,44 m                                       |
| Šířka kabiny                     | 3,14 m                                     | 3,14 m                                       |
| Výška kabiny                     | 2,03 m                                     | 2,03 m                                       |
| Šířka uličky                     | 48,3 cm                                    | 48,3 cm                                      |
| Šířka sedadla (ekonomická třída) | 45,5 cm                                    | 45,5 cm                                      |
| Váha prázdného letadla           | 24 955 kg                                  | 26 270 kg (norm. verze) 26 770 kg (verze ER) |
| Maximální možný dostup (výška)   | 11 900 m                                   | 11 900 m                                     |
| Max. provozní rychlost           | 870 km/h                                   | 870 km/h                                     |
| Normální rychlost letu           | 828 km/h                                   | 828 km/h                                     |
| Dolet                            | 2 200 km (norm. verze) 3 700 km (verze ER) | 2 200 (norm. verze) 3 300 (verze ER)         |
| Motory (2)                       | General Electric CF34-10A                  | General Electric CF34-10A                    |